# Polský vojenský ordinariát
Polský vojenský ordinariát  je římskokatolický vojenský ordinariát, jehož jurisdikce se týká členů ozbrojených sil, jejich rodinných příslušníků a armádního civilního personálu v celém Polsku. 

## Struktura

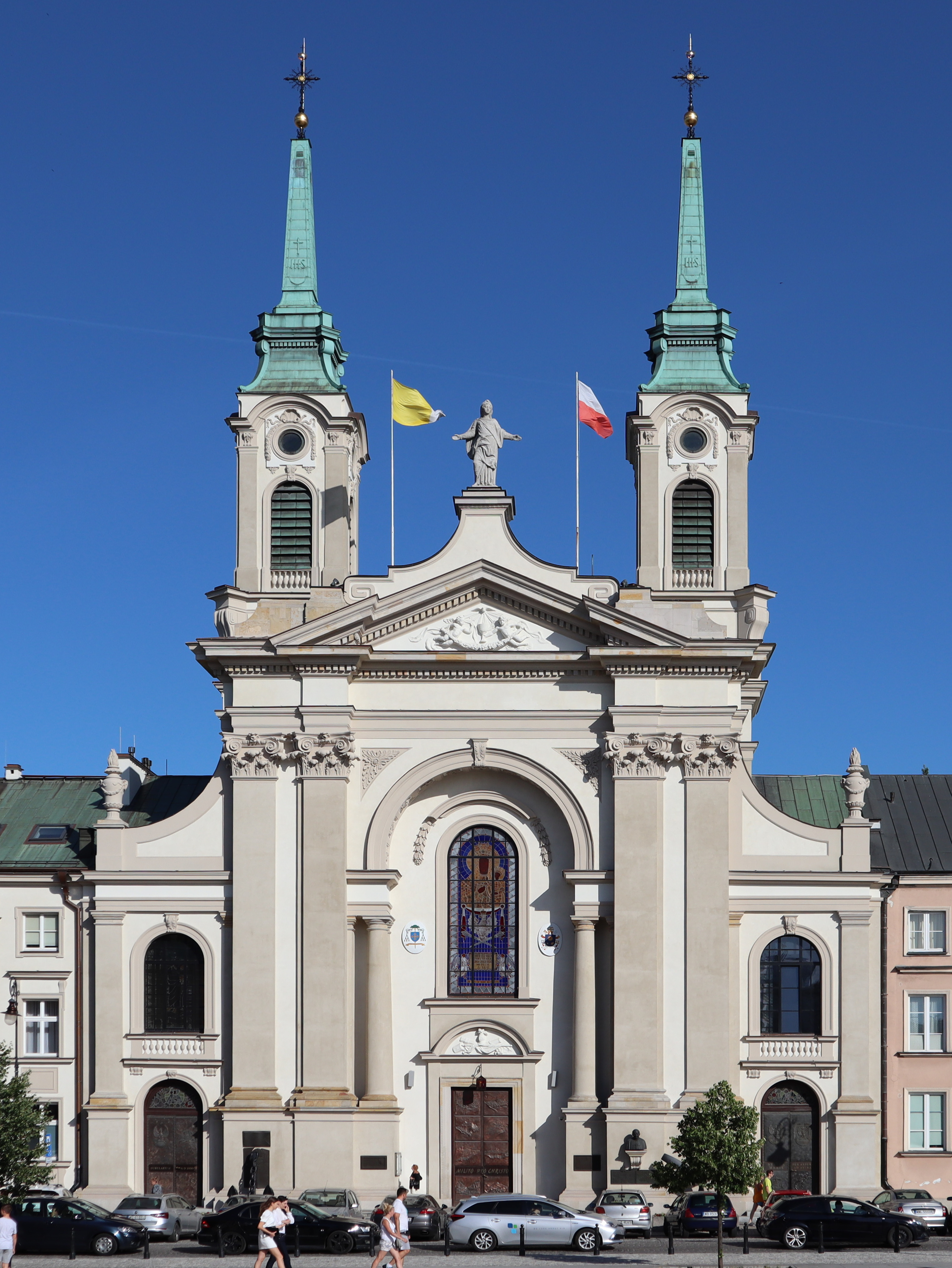
Katedrála vojenského ordinariátu ve Varšavě

Ordinariát je veden polním biskupem obvykle v hodnosti generála. Kněží jsou postaveni na roveň důstojníkům, nejnižší hodností polního kaplana je podporučík. Ordinariát je rozdělen do devíti děkanátů podle různých armádních sborů a geografických oblastí. Hlavním kostelem ordinariátu je Polní katedrála Panny Marie Královny Polska ve Varšavě.

## Stručná historie
Roku 1919 zřídil papež Benedikt XV. polský vojenský ordinariát, který byl zrušen po druhé světové válce. Obnovil jej papež Jan Pavel II. v roce 1991.